# Brama Północna

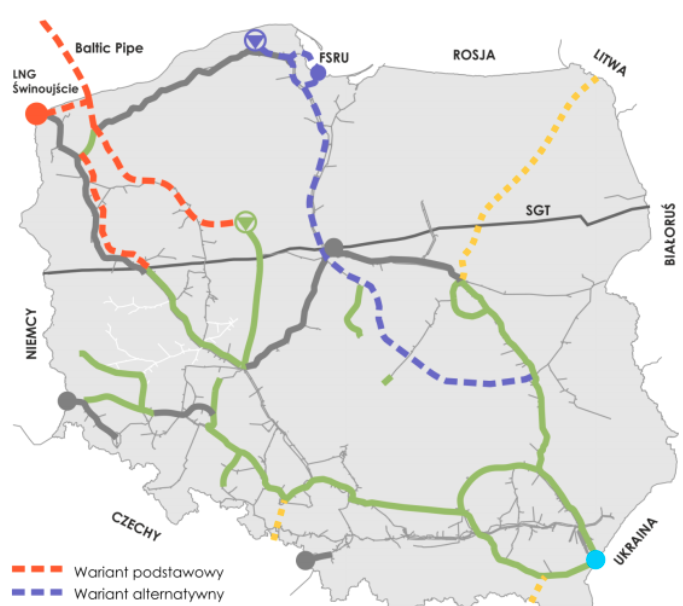

Brama Północna (także Korytarz Północny, później Korytarz Gazowy Północ-Południe) – zbiór projektów infrastrukturalnych mających na celu zróżnicowanie dostaw gazu ziemnego do Polski realizowany przez polskiego operatora systemu gazowego Gaz-System oraz Polskie Górnictwo Naftowe i Gazownictwo (PGNiG).
Zamysł przewidywał uniezależnienie polskiego rynku od rosyjskiego gazu poprzez zróżnicowanie dróg importu gazu za pośrednictwem terminala gazu płynnego w Świnoujściu oraz Gazociągu Bałtyckiego z możliwą rozbudową o terminal FSRU w Zatoce Gdańskiej.

## Gazoport w Świnoujściu
Pierwszym elementem Bramy Północnej był zrealizowany w latach 2009–2015 terminal gazu skroplonego w Świnoujściu o mocy regazyfikacyjnej 5 mld m³ rocznie, który miał zostać rozbudowany do 7,5 mld m³ po 2020 roku, ale obecnie jest rozbudowywany przez Gaz-System tak, by jego moc regazyfikacyjną zwiększyć do 8,3 mld m³.
Dzięki gazoportowi surowiec importowany jest przez PGNiG z Kataru – z tego kierunku na mocy umowy długoterminowej od 2018 roku ma trafiać do Polski około 2,7 mld m³ błękitnego paliwa rocznie. Spółka podpisała też średnioterminowy kontrakt na dostawy ze Stanów Zjednoczonych.

## Gazociąg Bałtycki
Drugą składową jest Gazociąg Bałtycki (Baltic Pipe), wspólny projekt operatorów infrastruktury gazowej: polskiego Gaz-Systemu, duńskiego Energinet.dk i norweskiego Gassco. Gazociąg stworzył połączenie gazowe między Norwegią, Danią i Polską. Umożliwia on sprowadzanie gazu z norweskiego szelfu kontynentalnego do Danii i Polski. Składa się z 5 elementów:
- gazociągu na dnie Morza Północnego włączonego w norweski system przesyłowy
- rozbudowy duńskiego systemu przesyłowego
- tłoczni gazu w Danii
- gazociągu na dnie Morza Bałtyckiego
- tłoczni gazu na polskim wybrzeżu i połączenia z krajowym system przesyłowym

30 listopada 2022 roku Baltic Pipe osiągnął pełną zakładaną przepustowość 10 mld m³ gazu rocznie, w tym do około 2,5 mld m³ ze złóż objętych koncesjami PGNiG.

## Pływający terminal regazyfikujący
Powstanie terminala pływającego (FSRU – ang. Floating Storage Regasification Unit) w rejonie Gdańska zakładało wstępnie roczne dostawy skroplonego gazu ziemnego do Polski w wielkości od 4,1 do 8,2 mld m³, a w marcu 2023 uczestnicy rynku brali udział w niewiążącej procedurze badania zapotrzebowania na dodatkową zdolność regazyfikacji Terminalu FSRU w stosunku do  oferowanych na etapie wiążącej procedury Open Season mocy regazyfikacyjnych 6,1 mld m³. Przyjęty przez Gaz-System projekt budowy FSRU przewiduje też rozbudowę krajowego systemu przesyłowego, która umożliwi rozprowadzenie gazu z rejonu Gdańska do klientów krajowych i zagranicznych. Ujęte w tym projekcie trzy gazociągi o łącznej długości ok. 250 km (których budowa ma rozpocząć się w 2024) do stycznia 2023 otrzymały komplet ostatecznych decyzji lokalizacyjnych, a do lipca 2023 komplet pozwoleń na budowę. Oddanie całej inwestycji do użytkowania jest planowane w perspektywie 2027/2028 lub nawet wcześniej. Zakończona w lipcu 2023 druga faza procedury Open Season dla projektu FSRU pozwoliła na otrzymanie oferty obejmującej 100% usług regazyfikacji, w związku z czym Gaz-System przystąpił do formalnego uruchomienia kolejnej procedury Open Season,  mającej na celu umożliwienie zwiększenia mocy regazyfikacyjnych Terminalu FSRU (FSRU 2). Projekt Terminalu FSRU 2 zakłada uruchomienie w rejonie Gdańska (w sąsiedztwie Terminalu FSRU) drugiej jednostki FSRU, zdolnej do wyładunku LNG, procesowego składowania i regazyfikacji LNG na poziomie 4,5 mld m³ paliwa gazowego rocznie.

## Rola przedsięwzięcia
W 2022 roku wygasł kontrakt jamalski obowiązujący między PGNiG a Gazpromem, który zapewniał około 10 mld m³ gazu rocznie, co stanowiło ok. 2/3 polskiego zapotrzebowania. Docelowo składowe Bramy Północnej razem z wydobyciem krajowym miały pokryć pełne zapotrzebowanie na gaz ze źródeł nierosyjskich. 
Koncepcja znalazła odzwierciedlenie w strategii Gaz-Systemu. Według niej polska sieć przesyłowa miała zostać dostosowana do odbioru 17,5–18 mld m³ surowca rocznie z kierunku bałtyckiego, co miało umożliwić pełną dywersyfikację dostaw gazu do Polski i osłabienie wpływów Gazpromu.
Brama Północna miała być integralnym elementem tworzącego się w Polsce hubu gazowego (centrum obrotu i magazynowania błękitnym paliwem) dla obszaru Europy Środkowej. W jego skład miałyby wejść także nowe lub rozbudowane gazociągi na osi Bałtyk-Adriatyk (tzw. Korytarz Północ-Południe) pomiędzy Świnoujściem i chorwacką wyspą Krk oraz połączenia gazowe z Litwą i Ukrainą. Planowano także rozbudowę polskich magazynów gazu ziemnego z 2,8 mld m³ do 7 mld m³ w 2025 r.